# Chiesa di San Giovanni in Laterano
La chiesa di San Giovanni in Laterano era una chiesa di Milano. Situata all'angolo tra gli scomparsi vicolo di San Giovanni in Laterano e contrada dei Tre Alberghi, nell'antico quartiere del Bottonuto, fu demolita nel 1936.

## Storia
La tradizione vuole la chiesa risalente al IV secolo, al tempo del vescovo Mona di Milano. Al 1388 la chiesa risultava titolare dell'omonima parrocchia.
Sull'antico nome della chiesa, San Giovanni Isolano, esistono varie ipotesi: la prima è che tale nome derivasse semplicemente dal nome del fondatore, tale Isolano, mentre una seconda sostiene che tale fosse dovuto alla presenza del fiume Seveso che scorreva sotto la chiesa: il nome sarebbe diventato per corruzione "in Laterano". Un'altra ipotesi è che tale appellativo deriverebbe dalle indulgenze concesse alla chiesa da parte di papa Leone X come alla Basilica di San Giovanni in Laterano a Roma.
La chiesa fu demolita nel 1936 come parte dei lavori di riqualificazione del quartiere del Bottonuto. Il titolo di San Giovanni in Laterano passò per decreto del 1934 alla nuova parrocchia eretta nel 1928 la cui chiesa è situata all'angolo tra via Pinturicchio e piazza Gian Lorenzo Bernini, in zona Città Studi.